# Rita Maestre Fernández
Rita Maestre Fernández (Madrid, 13 d'abril de 1988) és una política i activista espanyola, regidora de l'Ajuntament de Madrid, on a més exerceix les funcions de portaveu i de Coordinadora de la Junta de Govern i Relacions amb el ple. Forma part del Consell Ciutadà de Podem, on és responsable de l'Àrea de Polítiques de Benestar.

## Biografia
Va néixer al barri madrileny de Ventas el 13 d'abril de 1988. La seva mare treballa a l'ajuntament i el seu pare, Luis Maestre, en l'agència tributària de Madrid. Ells estan també involucrats en Podem. Ha estudiat Ciències Polítiques en la Facultat de Polítiques i Sociologia de la Universitat Complutense de Madrid i està realitzant un postgrau en Economia Internacional. Ha estat activista del moviment estudiantil contra el Procés de Bolonya, i ha participat en l'associació anticapitalista Contrapoder de la Facultat de Polítiques i Sociologia, en el moviment 15M i en el col·lectiu Joventut Sense Futur.
El 15 de novembre de 2014 va ser triada responsable de l'Àrea de Polítiques de Benestar del Consell Ciutadà de Podem i és també responsable de l'Àrea d'Estratègia i Campanyes del Consell Ciutadà de Madrid.
En les eleccions municipals de maig de 2015 va ocupar el posat n.º 5 d'Ara Madrid en la llista liderada per Manuela Carmena. A l'actual govern municipal de Madrid és la portaveu i assumeix també la Coordinació de la Junta de Govern i Relacions amb el Ple.